# North Cleveland
North Cleveland ist eine Stadt im Liberty County im US-Bundesstaat Texas in den Vereinigten Staaten. Das U.S. Census Bureau hat bei der Volkszählung 2020 eine Einwohnerzahl von 225 ermittelt.

## Geografie
Die Stadt liegt an der Farm Road 2025 im Südosten von Texas, ist im Osten etwa 135 km von Louisiana entfernt, im Südosten 110 km vom Golf von Mexiko und hat eine Gesamtfläche von 5,1 km², wovon 0,1 km² Wasserfläche ist.

## Demografische Daten
Nach der Volkszählung im Jahr 2000 lebten hier 263 Menschen in 98 Haushalten und 68 Familien. Die Bevölkerungsdichte betrug 52,9 Einwohner pro km². Ethnisch betrachtet setzte sich die Bevölkerung zusammen aus 77,95 % weißer Bevölkerung, 5,70 % Afroamerikanern, 0,38 % amerikanischen Ureinwohnern, 0,00 % Asiaten, 0,00 % Bewohnern aus dem pazifischen Inselraum und 9,89 % aus anderen ethnischen Gruppen. Etwa 6,08 % waren gemischter Abstammung und 26,62 % der Bevölkerung waren spanischer oder lateinamerikanischer Abstammung.
Von den 98 Haushalten hatten 26,5 % Kinder unter 18 Jahre, die im Haushalt lebten. 55,1 % davon waren verheiratete, zusammenlebende Paare. 9,2 % waren allein erziehende Mütter und 29,6 % waren keine Familien. 24,5 % aller Haushalte waren Singlehaushalte und in 12,2 % lebten Menschen, die 65 Jahre oder älter waren. Die Durchschnittshaushaltsgröße betrug 2,68 und die durchschnittliche Größe einer Familie belief sich auf 3,23 Personen.
22,4 % der Bevölkerung waren unter 18 Jahre alt, 10,6 % von 18 bis 24, 24,3 % von 25 bis 44, 20,5 % von 45 bis 64, und 22,1 % die 65 Jahre oder älter waren. Das Durchschnittsalter war 41 Jahre. Auf 100 weibliche Personen aller Altersgruppen kamen 112,1 männliche Personen. Auf 100 Frauen im Alter von 18 Jahren und darüber kamen 104,0 Männer.
Das jährliche Durchschnittseinkommen eines Haushalts betrug 29.375 USD, das Durchschnittseinkommen einer Familie 41.250 USD. Männer hatten ein Durchschnittseinkommen von 21.250 USD gegenüber den Frauen mit 27.813 USD. Das Prokopfeinkommen betrug 14.216 USD. 16,8 % der Bevölkerung und 13,6 % der Familien lebten unterhalb der Armutsgrenze. Davon waren 22,6 % Kinder und Jugendliche unter 18 Jahren und 15,3 % waren 65 oder älter.